# Навроцький Василь Миколайович
Васи́ль Микола́йович Навро́цький (нар. 25 серпня 1929, Браниця, Чернігівської області — 2002) — український живописець, народний художник України (1994).
Василь Навроцький закінчив у 1949 році Київське художньо-ремісниче училище. Дійсний член Національної спілки художників України з 1999 року.

## Творчість
Навроцький є автором наступних творів:
- «Садок вишневий коло хати. Браниця» (1965),
- «Ранок у селі Браниця» (1968),
- «Портрет дружини» (1974),
- «Україно моя, Україно» (1978),
- «Шлях у рідне село» (1980),
- «Місячна ніч» (1983),
- «І на оновленій землі врага не буде супостата» (1987),
- «Портрет актриси Ади Роговцевої» (1988),
- «На косогорі» (1988),
- «Портрет онука Сашка» (1994).